# Fabián Carini
Héctor Fabián Carini Hernández (født 26. december 1979) er en uruguayansk tidligere fodboldspiller (målmand).
Carini spillede gennem sin karriere 74 kampe for det uruguayanske landshold. Han debuterede for holdet 17. juni 1999 i en venskabskamp mod Paraguay. Han var en del af den uruguayanske trup til VM 2002 i Sydkorea/Japan, og spillede alle holdets kampe i turneringen, der endte med exit efter det indledende gruppespil.
På klubplan spillede Carini flere år i Italien, hvor han blandt andet repræsenterede Juventus og Inter. Han vandt den italienske pokalturnering Coppa Italia med Inter i 2005. Han havde også ophold hos blandt andet Peñarol i hjemlandet og Atlético Mineiro i Brasilien.

## Titler
Coppa Italia
- 2005 med Inter